# Ujeździec Wielki
Ujeździec Wielki est une localité polonaise de la gmina et du powiat de Trzebnica en voïvodie de Basse-Silésie.